# Urs al-Jalil
Urs al-Jalil (àrab: عرس الجليل, ʿUrs al-Jalīl, ‘Les noces de Galilea’, comercialitzada en francès com Noce en Galilée) és una pel·lícula franco-belga-palestina del 1987 dirigida per Michel Khleifi. Va ser guardonada amb el Premi Internacional de la Crítica al 40è Festival Internacional de Cinema de Canes el 1987.

## Argument
La pel·lícula té lloc en un poble galileu palestí governat per un governador militar israelià, després de la guerra araboisraeliana de 1948. Al començament de la pel·lícula, el poble està sota un toc de queda. L'alcalde del poble, muktar, vol celebrar el casament del seu fill amb la tradicional cerimònia elaborada malgrat el toc de queda. El governador militar israelià es nega inicialment, però finalment permet que el casament tingui lloc amb la condició que ell i el seu personal siguin convidats.

## Repartiment
- Mohamad Ali El Akili - Mukhtar
- Bushra Karaman - Mare
- Makram Khoury - El governador
- Yussuf Abu-Warda - Bacem (com Youssef Abou Warda)
- Anna Achdian - Núvia
- Nazih Akleh - Nuvi
- Sonia Amar - Soumaya
- Eyad Anis - Hassan
- Wael Barghouti - Ziad
- Juliano Mer - Oficial
- Ian Chemi - Oficial 2
- Tali Dorat - Soldat
- Ali Al Akili

## Premis
- Premi Internacional de la crítica de Canes. 1987
- Conquilla d'Or a la millor pel·lícula al Festival Internacional de Cinema de Sant Sebastià 1987[3]
- Premi André Cavens de la Unió de la Crítica de Cinema, 1987
- Tanit d'or al Festival de Cinema de Cartago, 1988[4]
- Premi Joseph Plateau 1988